# Mannenberghöhlen

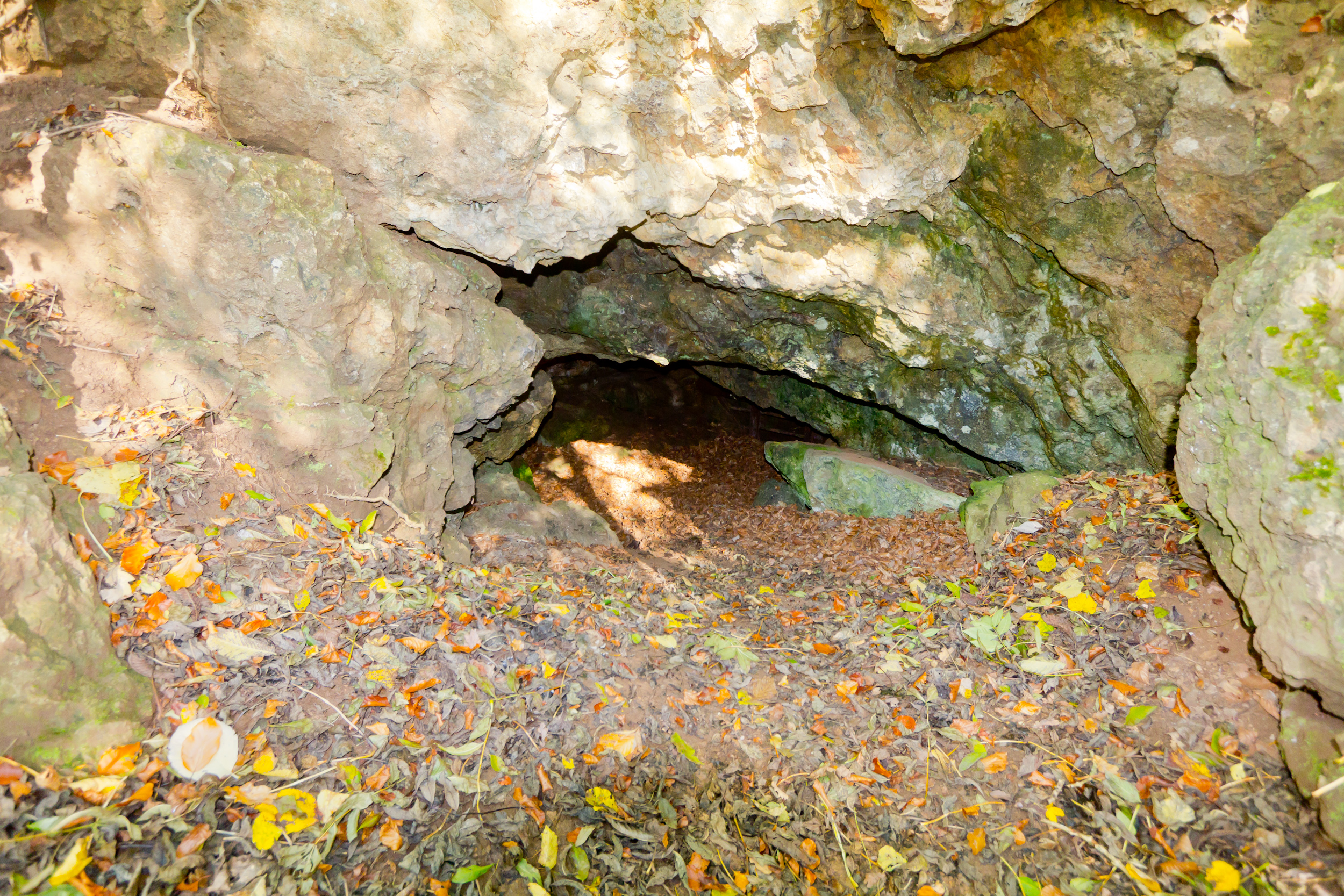
Eingang zu einer der Mannenberghöhlen

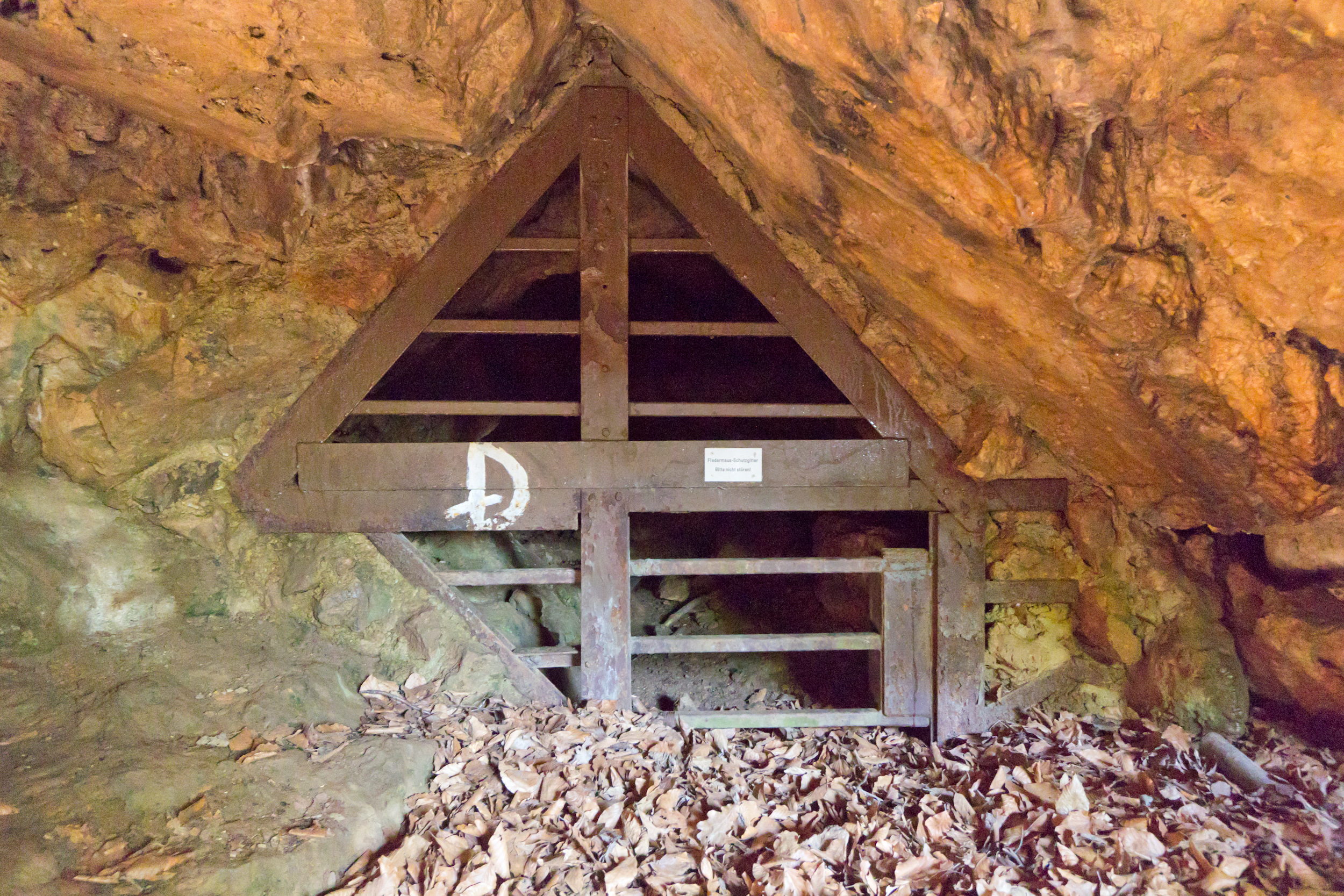
Sperrgitter an der Höhle

Die Mannenberghöhlen sind vier Karsthöhlen in Dolomitgestein bei Nettersheim im Tal der Urft. Eine der Höhlen ist als Mannenbergstollen bekannt. Die Höhlen liegen in einem steilen bewaldeten Hang nördlich des Ortes. Die drei größeren gehören zu den größten Höhlen im nordrheinwestfälischen Teil der Eifel. Sie befinden sich einem Eichenbuchenmischwald. 

## Beschreibung
Höhle 1 ist 60 Meter lang; ihr Zugang ist durch ein Gitter versperrt, um Verschmutzung, Beschädigung von Mineralbildung und Störung der Fledermauspopulationen zu verhindern. 
Höhle 2 ist 73 Meter lang und durch ihren senkrechten Einstieg kaum begehbar. Sie wurde ebenfalls durch ein Gitter verschlossen.
Der 100 Meter lange Mannenbergstollen ist eine ursprünglich wohl ebenfalls natürliche Karsthöhle, die in den letzten beiden Jahrhunderten stark von Menschenhand verändert wurde. Der Zweck dieser gar nicht so lange zurückliegenden Bearbeitungen ist  unklar. Auch der Eingang des Stollens wurde durch ein Gitter versperrt.
Die vierte Höhle ist wesentlich kleiner und nur durch eine niedrige spaltförmige Öffnung mit der Außenwelt verbunden.

## Bedeutung
Die drei größeren Höhlen sind regelmäßig Winterquartiere von allerdings nicht vielen Fledermäusen, insbesondere des Großen Mausohrs.
Das Gelände ist als FHH-Gebiet mit der Nummer DE-5405-306 ausgewiesen.
Verbindungen zwischen diesen Höhlen, der Kakushöhle und der Kirche des 4 km nördlich gelegenen Dorfers Weyer, die an der Stelle eines keltischen Kultplatzes steht, zählen zu den lokalen Sagen, existieren aber nicht.
Nahegelegen ist der Willenbergstollen bei Nettersheim-Zingsheim.